# Turcja na Letnich Igrzyskach Olimpijskich 1956
Turcję na Letnich Igrzyskach Olimpijskich 1956 reprezentowało 13 zawodników, tylko mężczyzn.

## Zdobyte medale
| Medal  | Zawodnik           | Dyscyplina | Konkurencja                                 | Rezultat |
| ------ | ------------------ | ---------- | ------------------------------------------- | -------- |
| Złoto  | Mithat Bayrak      | Zapasy     | Styl klasyczny, kategoria do 73 kg mężczyzn | [ 2 ]    |
| Złoto  | Mustafa Dagistanli | Zapasy     | Styl wolny, kategoria do 57 kg mężczyzn     | [ 2 ]    |
| Złoto  | Hamit Kaplan       | Zapasy     | Styl wolny, kategoria pow. 87 kg mężczyzn   | [ 2 ]    |
| Srebro | Rıza Doğan         | Zapasy     | Styl klasyczny, kategoria do 67 kg mężczyzn | [ 2 ]    |
| Srebro | Ibrahim Zengin     | Zapasy     | Styl wolny, kategoria do 73 kg mężczyzn     | [ 2 ]    |
| Brąz   | Dursan Ali Eğribaş | Zapasy     | Styl klasyczny, kategoria do 52 kg mężczyzn | [ 2 ]    |
| Brąz   | Hüseyin Akbas      | Zapasy     | Styl wolny, kategoria do 52 kg mężczyzn     | [ 2 ]    |